# Bangou (Tibga)
Pour les articles homonymes, voir Bangou.
Bangou est une commune rurale située dans le département de Tibga de la province du Gourma dans la région de l'Est au Burkina Faso.

## Santé et éducation
Le centre de soins le plus proche de Bangou est le centre de santé et de promotion sociale (CSPS) de Tibga.